# Nonaspe (kommunhuvudort)
Nonaspe är en kommunhuvudort i Spanien.   Den ligger i provinsen Provincia de Zaragoza och regionen Aragonien, i den östra delen av landet, 300 km öster om huvudstaden Madrid. Nonaspe ligger 182 meter över havet och antalet invånare är 1 041.
Terrängen runt Nonaspe är platt åt sydväst, men åt nordost är den kuperad. Nonaspe ligger nere i en dal. Runt Nonaspe är det glesbefolkat, med 13 invånare per kvadratkilometer. Närmaste större samhälle är Mequinensa / Mequinenza, 18,7 km norr om Nonaspe. Omgivningarna runt Nonaspe är i huvudsak ett öppet busklandskap.